# Discografia degli Angra
Questa voce riguarda la discografia degli Angra dagli esordi fino ad ora.

## Album in studio
| Pubblicazione | Titolo            | Etichetta                | Classifiche        | Classifiche | Classifiche         | Vendite   | Certificazioni               |
| Pubblicazione | Titolo            | Etichetta                | Brasile (bandiera) | [ 1 ]       | Giappone (bandiera) | Vendite   | Certificazioni               |
| ------------- | ----------------- | ------------------------ | ------------------ | ----------- | ------------------- | --------- | ---------------------------- |
| 1993          | Angels Cry        | JVC Japan                | -                  | -           | -                   | 700.000   | Oro (Giappone)               |
| 1996          | Holy Land         | Eldorado                 | -                  | -           | -                   | 500.000   | Oro (Giappone)               |
| 1998          | Fireworks         | Paradoxx Music           | -                  | 41          | -                   | 500.000   | -                            |
| 2001          | Rebirth           | Paradoxx Music           | -                  | 74          | 18                  | 1.100.000 | Oro (Giappone) Oro (Brasile) |
| 2004          | Temple of Shadows | SPV                      | 10                 | 110         | -                   | 500.000   | Oro (Giappone) Oro (Brasile) |
| 2006          | Aurora Consurgens | Paradoxx/SPV             | 14                 | 154         | 14                  | 150.000   | -                            |
| 2010          | Aqua              | JVC/SPV                  | -                  | -           | -                   | -         | -                            |
| 2014          | Secret Garden     | Universal Music/JVC/Edel | -                  | -           | -                   | -         | -                            |

## Extended play
- 1994 - Evil Warning
- 1996 - Freedom Call
- 2002 - Hunters and Prey

## Album dal vivo
- 1997 - Holy Live (EP)
- 2002 - Rebirth World Tour - Live in São Paulo

## Demo
- Reaching Horizons (Demo, 1992)
- Eyes of Christ (Demo, 1996)
- Acid Rain (Demo, 2001)

## Singoli
- 1996 - Make Believe
- 1998 - Lisbon
- 1998 - Rainy Nights
- 2001 - Acid Rain
- 2004 - Temple of Hate
- 2004 - Wishing Well
- 2006 - The Course of Nature
- 2010 - Arising Thunder